# Bahnhof Hamburg-Wilhelmsburg

Alter Bahnhof Wilhelmsburg um 1900

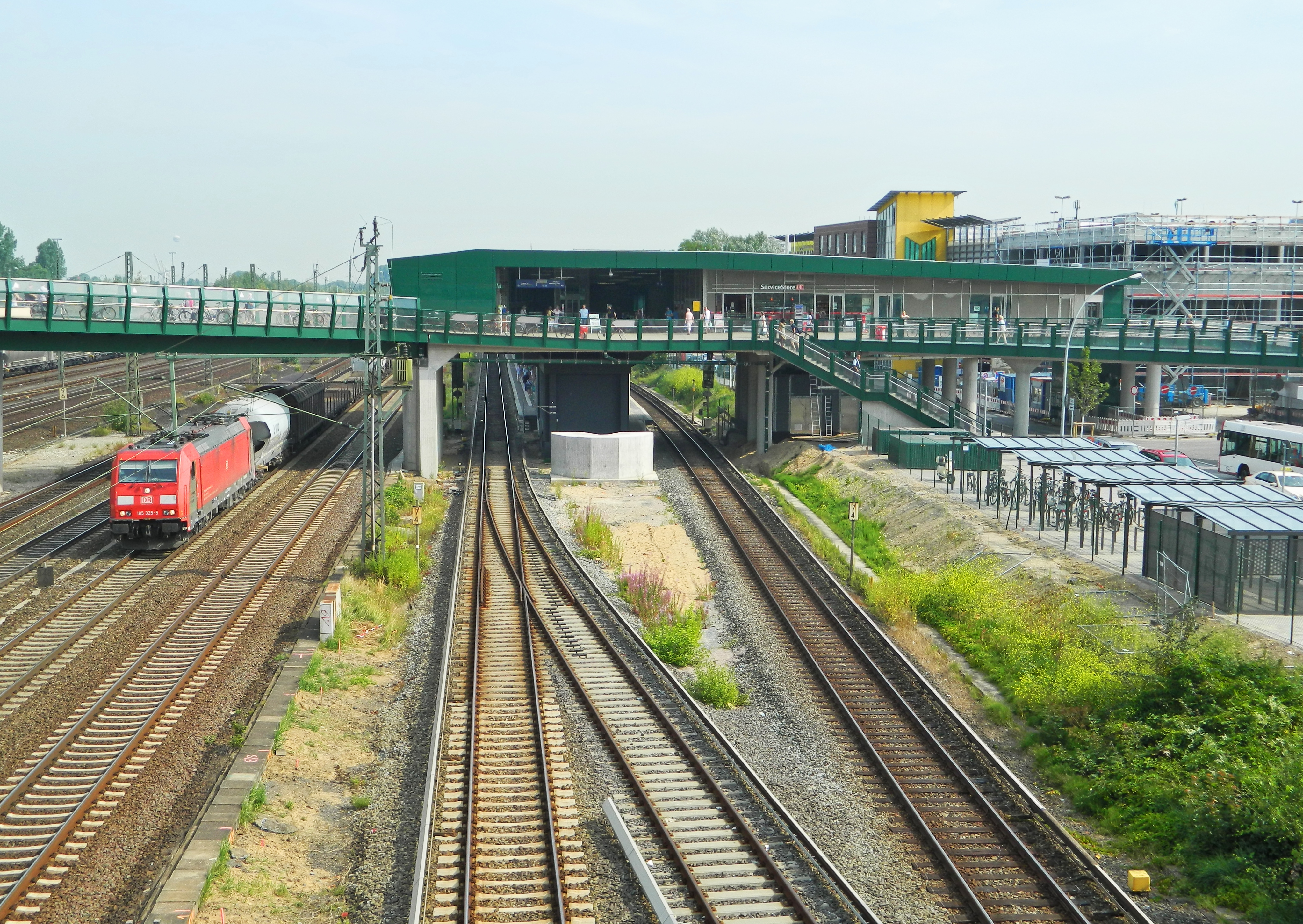
Muharrem-Acar-Brücke von Süden

Der Bahnhof Hamburg-Wilhelmsburg ist ein ehemaliger Rangierbahnhof und heute ein S-Bahn-Bahnhof im Hamburger Stadtteil Wilhelmsburg. Er hat einen überdachten Mittelbahnsteig und ein Empfangsgebäude. Der Bahnsteig ist mit einem Fahrstuhl zu erreichen.

## Geschichte
1872 eröffnete die Cöln-Mindener Eisenbahn den Bahnhof der damals noch selbstständigen Stadt Wilhelmsburg. Der alte Bahnhof befand sich jedoch weiter nördlich an der Thielenstraße. 1889/90 folgte südlich davon der Bau eines Rangierbahnhofes, der nach der Betriebseröffnung des Rangierbahnhofes in Maschen stillgelegt wurde.
Der heutige Bahnhof trug zunächst die Bezeichnung Harburg-Wilhelmsburg Nord, bevor er in Folge des Groß-Hamburg-Gesetzes zum 1. April 1938 in Hamburg-Wilhelmsburg umbezeichnet wurde.
1983 wurde im Zuge des Baus der Harburger S-Bahn der heutige S-Bahnhof nahe der Neuenfelder Straße eröffnet.
Anlässlich der zeitgleich stattfindenden Internationalen Bauausstellung (IBA) und der Internationalen Gartenschau (igs) wurde der Bahnhof 2013 umfangreichen Neugestaltungsmaßnahmen unterzogen. Dabei wurden unter anderem die Zugangsanlage und die Fußgängerbrücke komplett neu errichtet. Die Haltestelle diente während der IGS als wichtigster Zugang und erschloss das Ausstellungsgelände für den ÖPNV. Im März 2013 wurde die erneuerte Muharrem-Acar-Brücke, die den S-Bahnhof mit den westlich gelegenen IBA/igs-Gelände und dem östlich gelegenen Einkaufszentrum verbindet, eingeweiht. Muharrem Acar (1957–2009) war 1971 als türkischer Einwanderer nach Hamburg gekommen. Hamburgs Erster Bürgermeister Olaf Scholz gab bei der Einweihung an, der Senat ehre mit der Namenswidmung Acar, „der stellvertretend und beispielhaft für eine ganze Generation türkischer Einwanderer steht, die sich in Deutschland integriert und engagiert haben“.

## Bahnstrecken
Durch den Bahnhof führen vier zweigleisige Bahnstrecken:

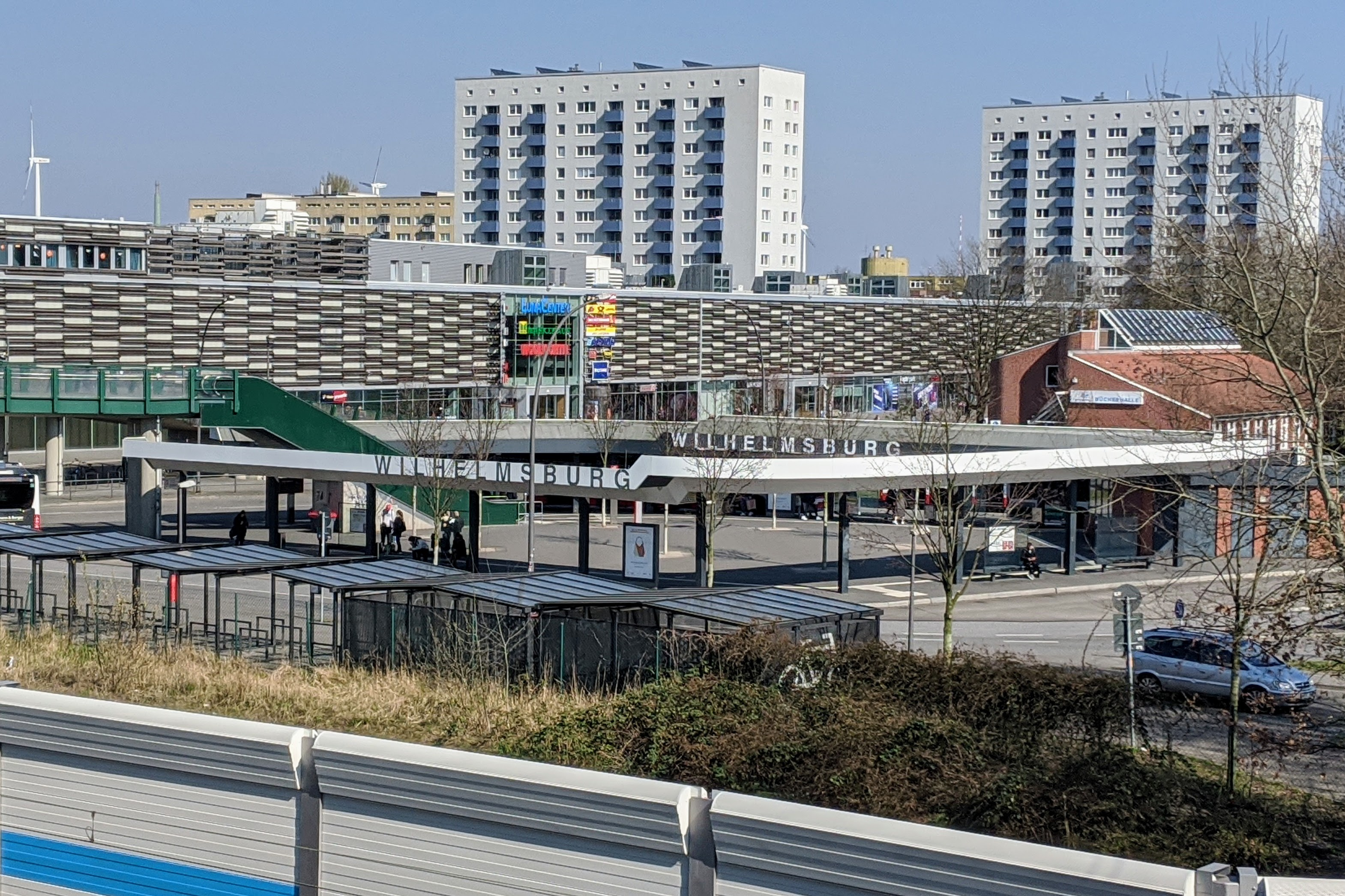
Busbahnhof östlich der Gleise

- Busbahnhof östlich der GleiseGüterstrecke Maschen–Hamburg Süd (VzG-Streckennummer 1255)
- Personenstrecke Wanne-Eickel–Hamburg (VzG-Streckennummer 2200)
- Güterstrecke Buchholz–Hamburg-Allermöhe (VzG-Streckennummer 1280)
- S-Bahn Hamburg Hbf–Neugraben (VzG-Streckennummer 1271)

Die S-Bahn ist mit der parallel verlaufenden Güterstrecke durch eine Überleitstelle verbunden. Am Abzweig Süderelbbrücken ist der Hafenbahnhof Hamburg Hohe Schaar mittels eines Gleisdreiecks an die Güterstrecke Maschen–Hamburg Süd angebunden. Im Bahnhof zweigen mehrere Anschlüsse der Hamburger Hafenbahn ab, unter anderem zur Peute.

## Ehemaliger Rangierbahnhof
Der Rangierbahnhof wurde von der Preußischen Staatsbahn nach der Eröffnung des Hamburger Freihafens im Oktober 1888 in den folgenden zwei Jahren gebaut. Er verband die Hamburger Hafenbahnhöfe mit den Bahnstrecken ins Ruhrgebiet sowie nach Mittel- und Süddeutschland. In zwei Zugbildungssystemen für den Import und den Export wurden die Güterzüge aufgelöst oder neu gebildet. Der Bahnhof fertigte bis zu 4000 Güterwagen täglich ab und beschäftigte etwa 2000 Eisenbahner. Im Rangierbahnhof befand sich das Bahnbetriebswerk Hamburg-Wilhelmsburg. Mit der Inbetriebnahme des Rangierbahnhofes Maschen in den Jahren 1977 bis 1980 verlor der Rangierbahnhof Wilhelmsburg seine Aufgabe.

## Betrieb
| Linie | Verlauf |
| ----- | --- |
| S 3   | Pinneberg – Thesdorf – Halstenbek – Krupunder – Elbgaustraße – Eidelstedt – Stellingen (Arenen) – Langenfelde – Diebsteich – Altona – Königstraße – Reeperbahn – Landungsbrücken – Stadthausbrücke – Jungfernstieg – Hauptbahnhof – Hammerbrook (City Süd) – Elbbrücken – Veddel (BallinStadt) – Wilhelmsburg – Harburg – Harburg Rathaus – Heimfeld (TU Hamburg) – Neuwiedenthal – Neugraben                                                     |
| S 5   | Elbgaustraße – Eidelstedt – Stellingen (Arenen) – Langenfelde – Diebsteich – Holstenstraße – Sternschanze – Dammtor – Hauptbahnhof \ Hauptstrecke – Hammerbrook (City Süd) – Elbbrücken – Veddel (BallinStadt) – Wilhelmsburg – Harburg – Harburg Rathaus – Heimfeld (TU Hamburg) – Neuwiedenthal – Neugraben – Fischbek – Neu Wulmstorf – Buxtehude – Neukloster – Horneburg – Dollern – Agathenburg – Stade / in Tagesrandzeiten – Berliner Tor |

2018 gab es täglich (Mo–Fr) durchschnittlich etwa 36.000 ein- oder aussteigende Fahrgäste.